# KkStB-Tenderreihe 36

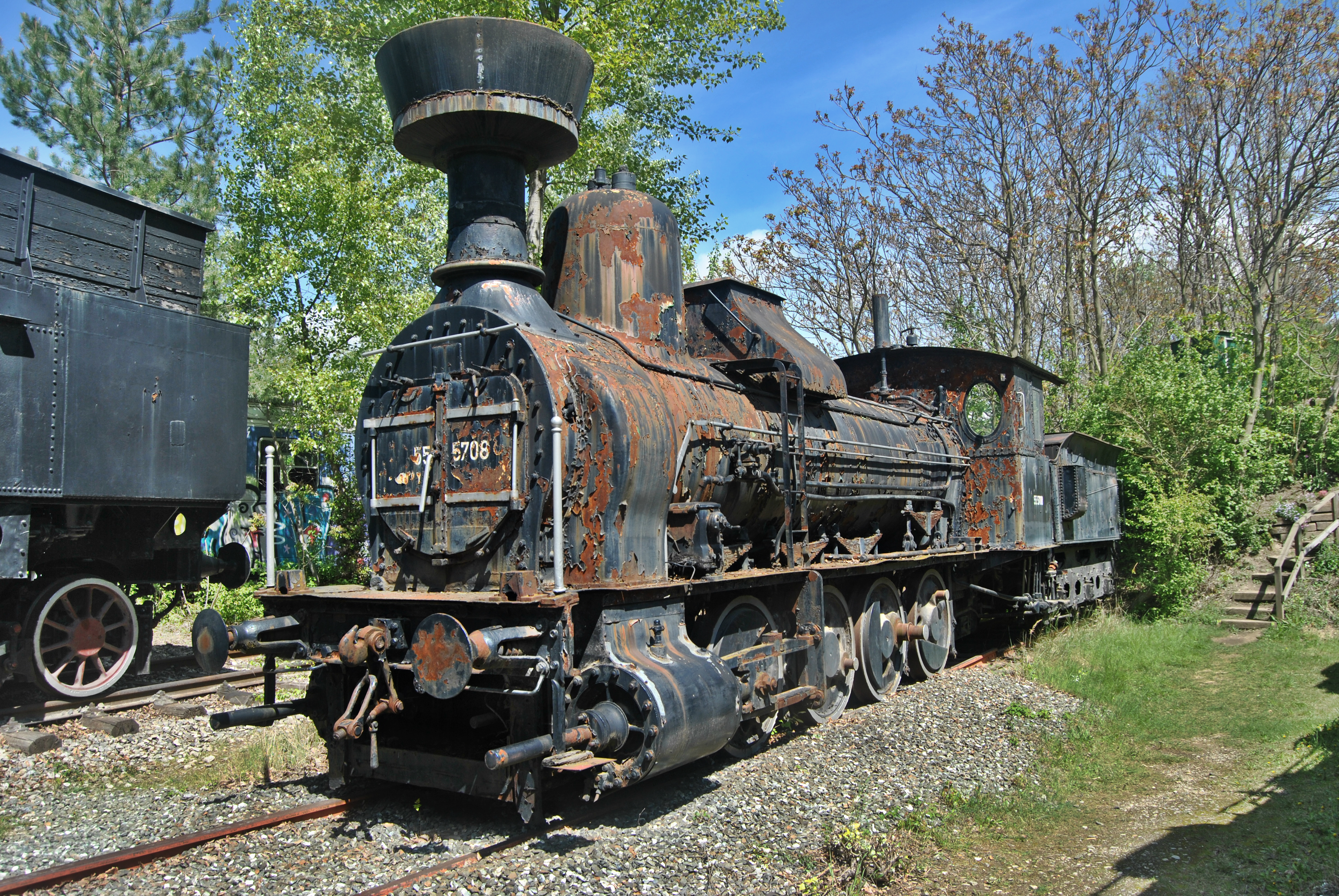
Die Lokomotive 55.5708 (kkStB 73.79) im Eisenbahnmuseum Straßhof ist mit einem Tender der kkStB-Reihe 36 gekuppelt.

Die kkStB-Tenderreihe 36 war eine Schlepptenderreihe der kkStB, deren Tender ursprünglich auch für zahlreiche Privatbahnen, etwa für die Dux-Bodenbacher Eisenbahn (DBE), für die Prag-Duxer Eisenbahn (PD), für die Böhmisch-Mährische Transversalbahn (BMTr) und für die Lemberg-Czernowitz-Jassy-Eisenbahn (LCJE) sowie für zahlreiche, hier nicht näher angeführte Lokalbahnen beschafft wurden.
Die kkStB beschaffte diese Tender für ihre Lokomotiven ab 1885.
Sie wurden in großer Zahl von der Wiener Neustädter Lokomotivfabrik, von der Lokomotivfabrik der StEG, von Ringhoffer in Prag-Smichov und von der Lokomotivfabrik Floridsdorf geliefert.
Sie wurden hauptsächlich mit Güterzuglokomotiven gekuppelt.
Mehrere Exemplare verblieben auch noch nach dem Zweiten Weltkrieg in Diensten der ÖBB, wo sie die Reihenbezeichnungen 9036 und 9056 erhielten. Diese waren mit Lokomotiven der Reihen 55 und 56 eingesetzt.